# Qingzhen
Qingzhen (清镇市S, QīngzhènP) è una città-contea della Cina, situata nella provincia del Guizhou e amministrata dalla prefettura di Guiyang.